# کریستیان بارنارد
کریستیان نیتلینگ بارنارد (به انگلیسی: Christiaan Neethling Barnard) (زادهٔ ۸ نوامبر ۱۹۲۲ — درگذشتهٔ ۲ سپتامبر ۲۰۰۱) جراح اهل آفریقای جنوبی بود که نخستین عمل جراحی پیوند قلب انسان را در جهان انجام داد.

## زندگی‌نامه

### سال‌های آغازین و تحصیلات
کریستیان بارنارد زادهٔ بیوفورت وست آفریقای جنوبی و فارغ‌التحصیل دانشکدهٔ پزشکی کیپ تاون بود. او برای مطالعات تحقیقاتی به آمریکا رفت اما در ۱۹۵۸ به کیپ تاون بازگشت تا به کار بر روی انجام عمل باز و پیوند اعضا بپردازد. او در فاصلهٔ ۱۹۵۳ تا ۱۹۵۶ به عنوان جراح مقیم در بیمارستان گروت شور کیپ تاون مشغول به کار شد و طی مطالعاتش در این مدت توانست برای نخستین بار نشان دهد که انسداد روده که بر اثر شکافی مادرزادی در روده باریک روی می‌دهد به دلیل نرسیدن خون کافی به جنین در طی دوران بارداری است. این کشف او سبب شد تا روشی جدید در علم جراحی برای رفع این نقص که پیشتر به مرگ منتهی می‌شد ابداع شود.
بارنارد سپس برای تکمیل دورهٔ دکترای خود به دانشگاه مینه‌سوتا در آمریکا رفت و از ۱۹۵۶ تا ۱۹۵۸ در آنجا مشغول مطالعه شد و پس از بازگشتش به آفریقای جنوبی، به انجام آزمایش‌های گسترده‌ای در زمینهٔ پیوند قلب بر روی سگ‌ها پرداخت.

### نخستین عمل پیوند قلب بر روی انسان
در سوم دسامبر ۱۹۶۷، بارنارد نخستین عمل پیوند قلب جهان را در بیمارستان گروت شور انجام داد. او در این عمل، قلب یک زن جوان ۲۶ ساله بنام دنیس داروالرا که بر اثر تصادف رانندگی کشته شده بود را با موفقیت به جای قلب بیمار لوئیس واشکانسکی، خواربار فروشی از اهالی آفریقای جنوبی پیوند زد. با این وجود واشکانسکی ۱۸ روز پس از عمل به دلیل ابتلا به ذات‌الریه درگذشت. علت ابتلای او به این بیماری از کار افتادگی سیستم ایمنی بدن او بود که در نتیجهٔ مصرف داروهایی که برای جلوگیری از پس زدن قلب جدید به‌عنوان پروتئینی بیگانه برای او تجویز شده‌بود اتفاق افتاد.
خبر نخستین جراحی پیوند قلب انسان به انسان به سرعت به سرخط خبرهای جهان تبدیل شد. خبرنگاران و فیلمبرداران از سراسر جهان به بیمارستان «گرووته شور» شهر کپ‌تاون پایتخت آفریقای جنوبی هجوم آورند، خیلی زود این بیمارستان به نام بارنارد و واشکانسکی مشهور شد. با وجودی که واشکانسکی فقط ۱۸ روز زنده ماند، اما گزارش‌های اولیه این عمل جراحی را «تاریخی» و «موفقیت‌آمیز» توصیف کردند. اولین پیوند قلب چنان توجه رسانه‌ها را به خود جلب کرد که فصل جدیدی را در زمینه کار پزشکان و بیماران مشهور، نشست خبری پس از جراحی‌ها و اطلاع‌رسانی گزارش‌های پزشکی گشود. این جراحی در کنار خبر قدم گذاشتن انسان روی کره ماه که دو سال بعد اتفاق افتاد، یکی از مهم‌ترین اتفاقات قرن بیستم بود.
در این شاهکار درخشان تکنولوژی، نمادین‌ترین عضو انسانی دخیل بود و یک داستان آشنا که چطور مرگ یک نفر می‌تواند به نجات دیگری بینجامد. فعالیت روزانه و احساسات لحظه به لحظه واشکانسکی از بیمارستانی که در آن بستری بود، گزارش می‌شد. اینکه او بیدار شد، صحبت کرد، برای صبحانه یک تخم مرغ پخته خورد، همه اینها تیتر صفحه اول روزنامه‌ها را به خود اختصاص می‌دادند. همسر واشکانسکی و پدر اهداکننده قلب هم در پوشش خبری رسانه‌ها مدام مورد توجه قرار می‌گرفتند. تصویر این دو در حالیکه خانم واشکانسکی گریه کنان از آقای داروال به خاطر موافقت با اهدای این هدیه گرانقدر یعنی اهدای زندگی قدردانی می‌کرد. پس از اینکه واشکانسکی دچار عفونت ریه شد و درگذشت، غم و اندوه آن‌ها با همگان به اشتراک گذاشته شد. آقای داروال از اینکه دخترش را برای بار دوم از دست داده سوگواری می‌کرد «اکنون دیگر هیچ قسمتی از بدن او زنده نبود.»
اما بارنارد همچنان در معرض توجه عموم بود. جذاب و خوش‌تیپ؛ عکسش روی جلد مجله‌ها چاپ می‌شد، با مقامات و بازیگران سینما دیدار می‌کرد و هر کجا می‌رفت عکاسان و خبرنگاران به دنبالش بودند.
بارنارد دومین عمل پیوند قلبش را در ژانویهٔ ۱۹۶۸ انجام داد و بیمار او با نام فیلیپ بلایبرگ این بار تا ۵۹۴ روز زنده ماند. عمل‌های بعدی برنارد تا حد بسیار زیادی موفقیت‌آمیز بودند و تا اواخر دههٔ ۷۰ شماری از بیمارانش توانسته بودند سال‌های بیشتری زنده بمانند.

### مرگ
او تا سال ۱۹۸۳ به‌عنوان رئیس بخش قلب و عروق بیمارستان گروت شور مشغول به کار بود و پس از آن بازنشسته شد. کریستیان بارنارد در دوم سپتامبر ۲۰۰۱ در قبرس درگذشت.
وی در طول زندگیش چند رمان و خودزندگی‌نامه نیز نوشت که از آن جمله می‌توان به کریستیان بارنارد: یک زندگی (۱۹۶۹) و زندگی دوم (۱۹۹۳) اشاره نمود.